# 펠릭스와 레굴라
펠릭스와 레굴라(Felix and Regula)는 그들의 종 엑수페란티우스(Exuperantius)와 함께 콥트 정교회와 로마 카톨릭 수호성인이다. 그들의 축일은 그레고리력으로 9월 11일이며, 율리우스력을 사용하여 같은 날 기념된다. 그레고리력 9월 24일), 콥트력에서는 투트(Tout) 14일이다.
펠릭스와 레굴라는 기독교로 개종했다는 이유로 충성스러운 종 엑수페란티우스와 함께 3세기에 참수된 형제였다.

## 역사
펠릭스와 레굴라는 형제였으며, 발레주의 아가우눔에 주둔한 성 모리스 휘하의 테베 군단의 일원이었다. 286년에 군단이 처형될 예정이었을 때, 그들은 도망쳐 글라루스를 경유하여 취리히에 도착한 후 붙잡혀 재판을 받고 처형되었다. 목이 잘린 후 기적적으로 일어서서 머리를 들고 오르막을 40보 걸어가기도 하고, 죽기 전에 기도했다. 그들은 그로스뮌스터 유적지가 될 언덕 꼭대기에 그들이 누운 자리에 묻혔다.
그 이야기는 플로렌티우스라는 수도사에게 꿈에서 밝혀졌다. 그것은 이 지역의 주민들이 기독교로 개종하는 데 크게 기여했으며, 취리히에 큰 영향을 주어 이 세 성인이 오늘날에도 취리히 인장에 표시된다.
9세기에 리마트강의 왼쪽에 위치한 취리히 정착지 외부의 처형지에 작은 수도원이 있었다. 그로스뮌스터는 1100년경 그들의 무덤 위에 지어졌고, 그들의 처형지에는 바서키르헤가 있었다. 13세기부터 성인의 이미지는 도시의 공식 인장과 동전에 사용되었다. 성인 축일에 그들의 유물은 그로스뮌스터와 프라우뮌스터 사이의 행렬에 실렸고, 두 수도원은 유물 소유를 놓고 경쟁을 벌였으며, 이는 취리히를 콘스탄츠 주교단에서 가장 중요한 순례지로 만들기에 충분한 순례자들을 끌어들였다. 취리히의 크나벤시센(Knabenschiesse)은 9월 11일 성인 축일로 시작되었으며, 이날은 근대 초기 취리히 공화국의 ‘국경일’이 되었다.
1524년 훌드리히 츠빙글리에 의해 수도원이 해산되자, 수도원의 소유물은 몰수되었고, 순교자의 무덤이 열렸다. 그때 일어난 일의 상충되는 버전이 있다. 하인리히 불링거는 교회 외부의 공동묘지에 경건하게 묻힌 몇 개의 뼈 조각을 제외하고, 무덤이 비어 있었다고 주장했다. 반면에 가톨릭 신자들은 개혁가들이 성도들의 유물을 강에 던질 계획을 세웠고, 우리주의 용감한 사람(우연히 우리에서 추방되어 그의 행동으로 사면을 받음)이 훔쳐 교회의 유물을 안데르마트로 옮겼다고 주장했다. 펠릭스와 레굴라의 두 두개골은 오늘날까지 볼 수 있는 곳이며, 나머지 유물은 1950년 취리히로 반환되어 새로 지어진 가톨릭 교회인 성 펠릭스와 레굴라 교회로 돌아갔다. 두개골의 연대는 탄소-14이며, 하나는 중세 시대이고, 다른 하나는 사실 두 개의 분리된 두개골 조각으로 구성되어 있다. 하나는 중세 시대이고, 다른 하나는 실제로 로마 시대일 수 있다.